# August & Telma
August & Telma fueron un dúo de pop islandés. Estaba formado por Einar Ágúst Víðisson y Telma Ágústsdóttir y son conocidos principalmente por haber representado a Islandia en el Festival de la Canción de Eurovisión 2000 con la canción "Tell Me!", gracias a su victoria en el Söngvakeppni Sjónvarpsins de 2000. El Festival se celebró en Estocolmo el 13 de mayo. Allí alcanzaron la 12.ª posición de entre 24 participantes, con 45 puntos.